# بنزاثين فينوكسي ميثيل بنسللين
بنزاثين فينوكسي ميثيل بنسلين Benzathine phenoxymethylpenicillinأو بنزاثين بنسلين v Penicillin V Benzathine

## الزمرة الدوائية
مضاد حيوي من زمرة البنسلينات. من الصادات الحساسة للبيتالاكتاماز.

## الاسم العلمي
3,3-Dimethyl-7-oxo-6-[(phenoxyacetyl)amino]-4-thia-1-azabicyclo[3.2.0]heptane-2-carboxylic acid

## الصيغة الكيميائية
C16H20N2.2(C16H18N2O5S).8(H2O)

## الوزن الجزيئي
1085.25 غ/مول

## آليه عمله
يعتبر من مضادات الجراثيم المخربة للجدار الخلوي الجرثومي والتي هي من الصادات الرئيسية التي تثبط تركيب جدار الخلية الجرثومية، وتسمى بيتا لاكتام لامتلاكها الحلقة الرباعية بشكل شائع في جميع أفرادها. نجد انه يقوم بمنع تركيب الجدار الخلوي الجرثومي.